# Alta Velocidad Española
Pour les articles homonymes, voir AVE.

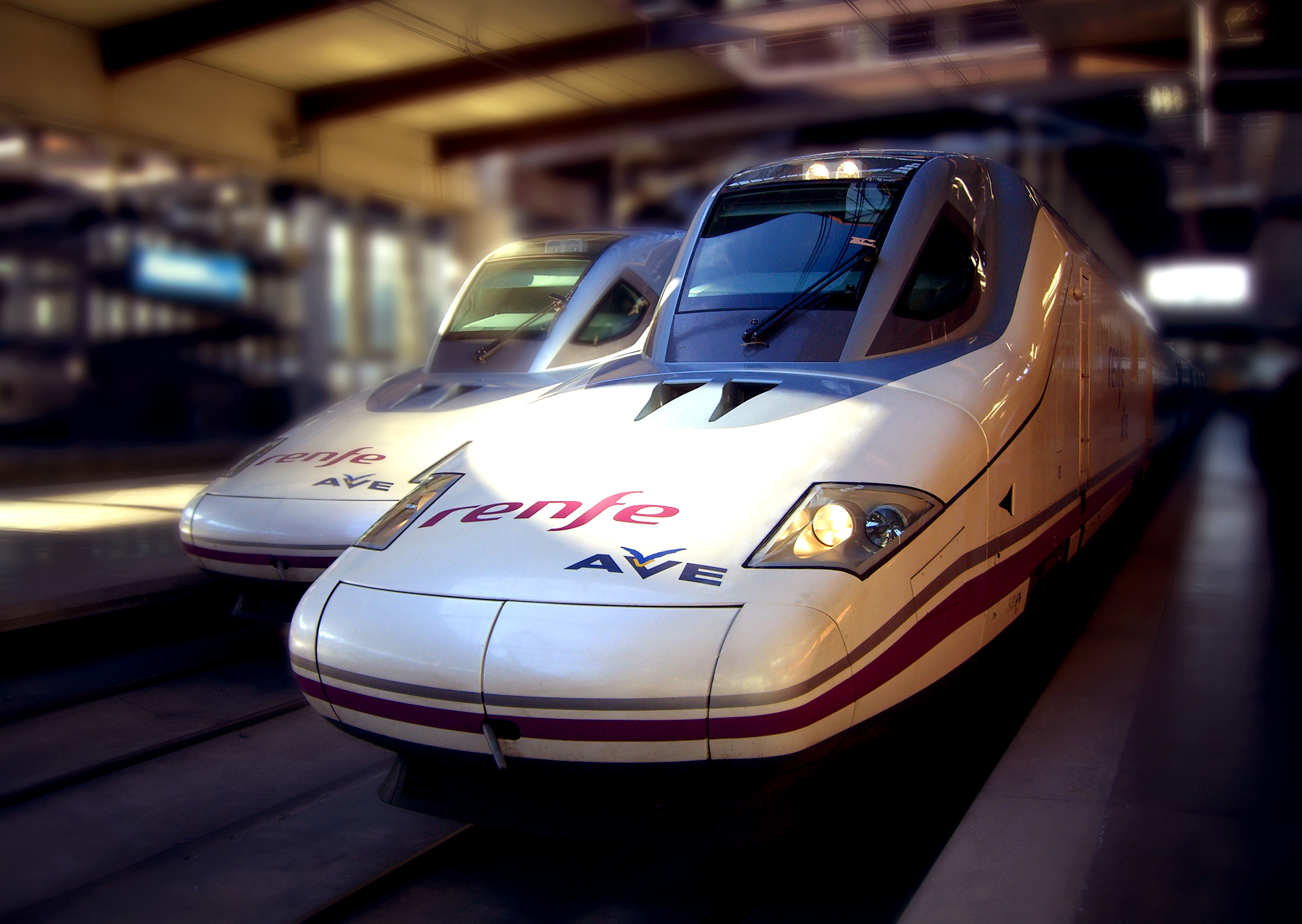
Train AVE S-102 (Talgo 350), Pato (« canard » en espagnol).

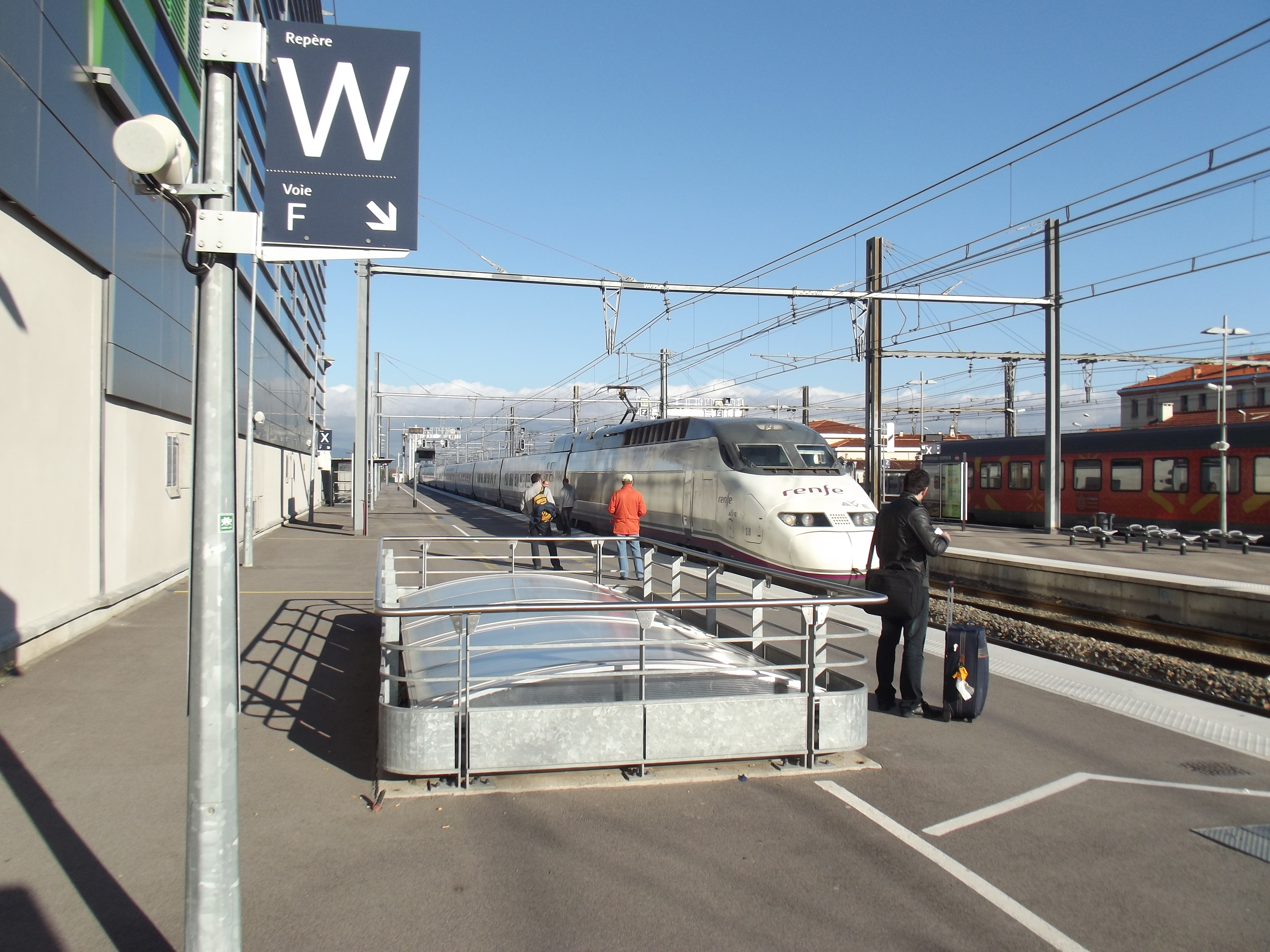
AVE Marseille Madrid a Perpignan.

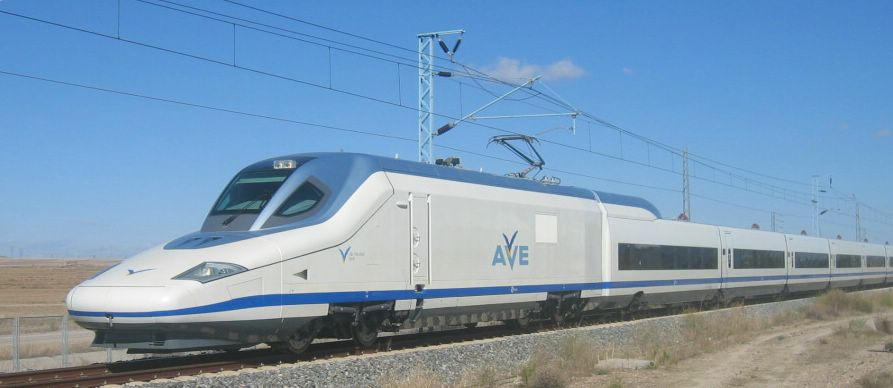
Train AVE TALGO S-102.

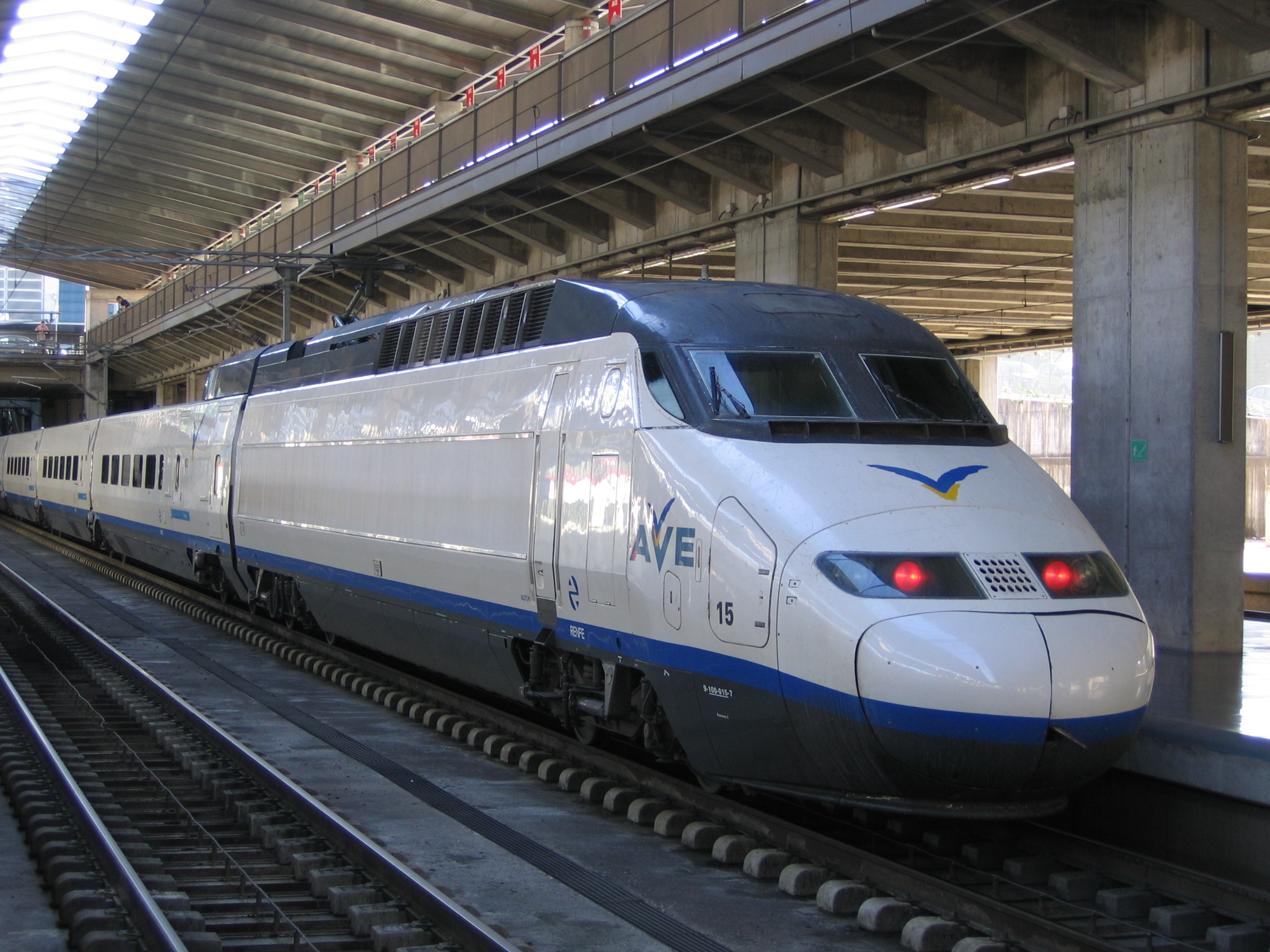
Train AVE S-100 à Cordoue-Central.

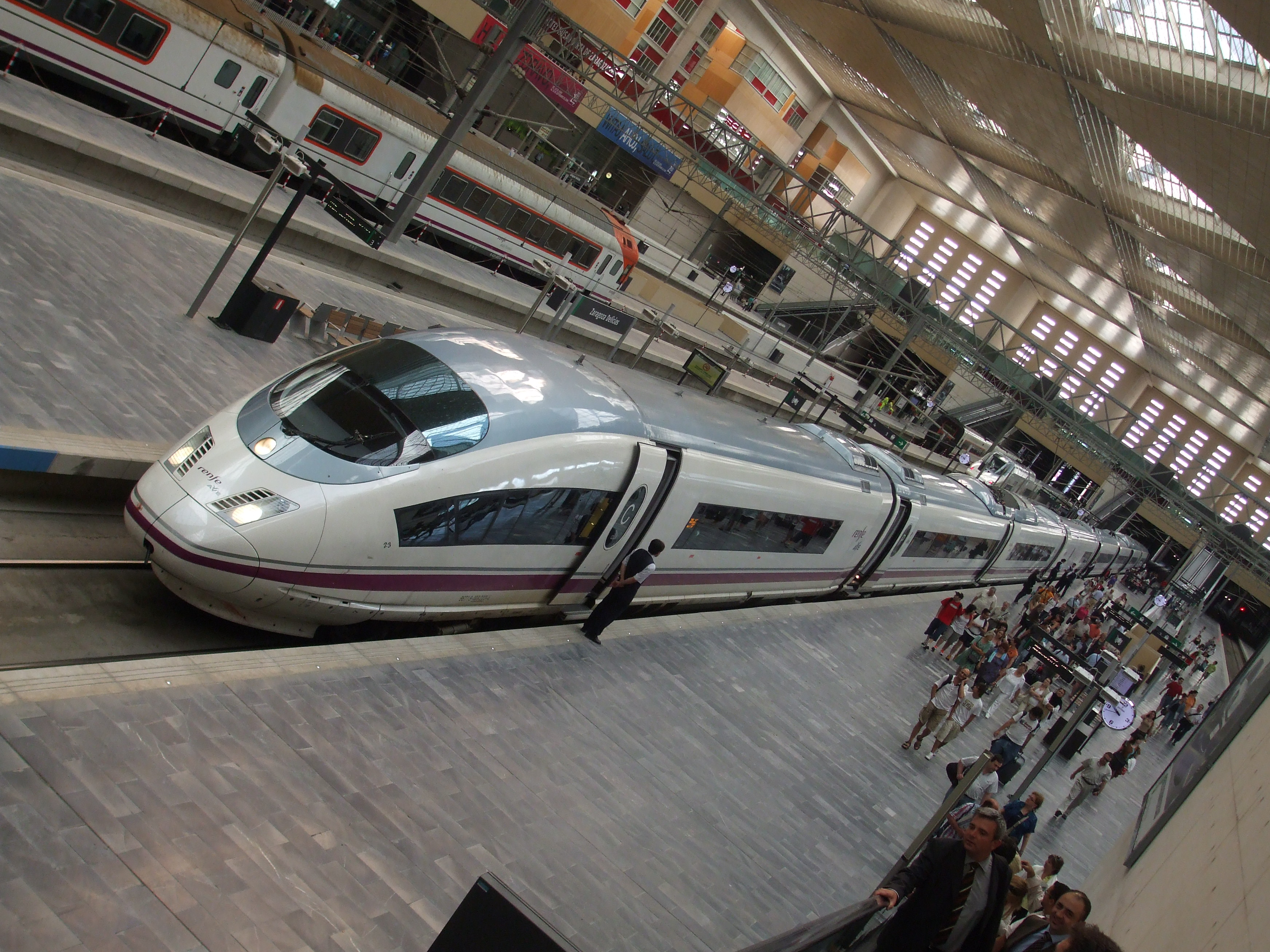
Train AVE S-103 (Siemens Velaro E) à Saragosse.

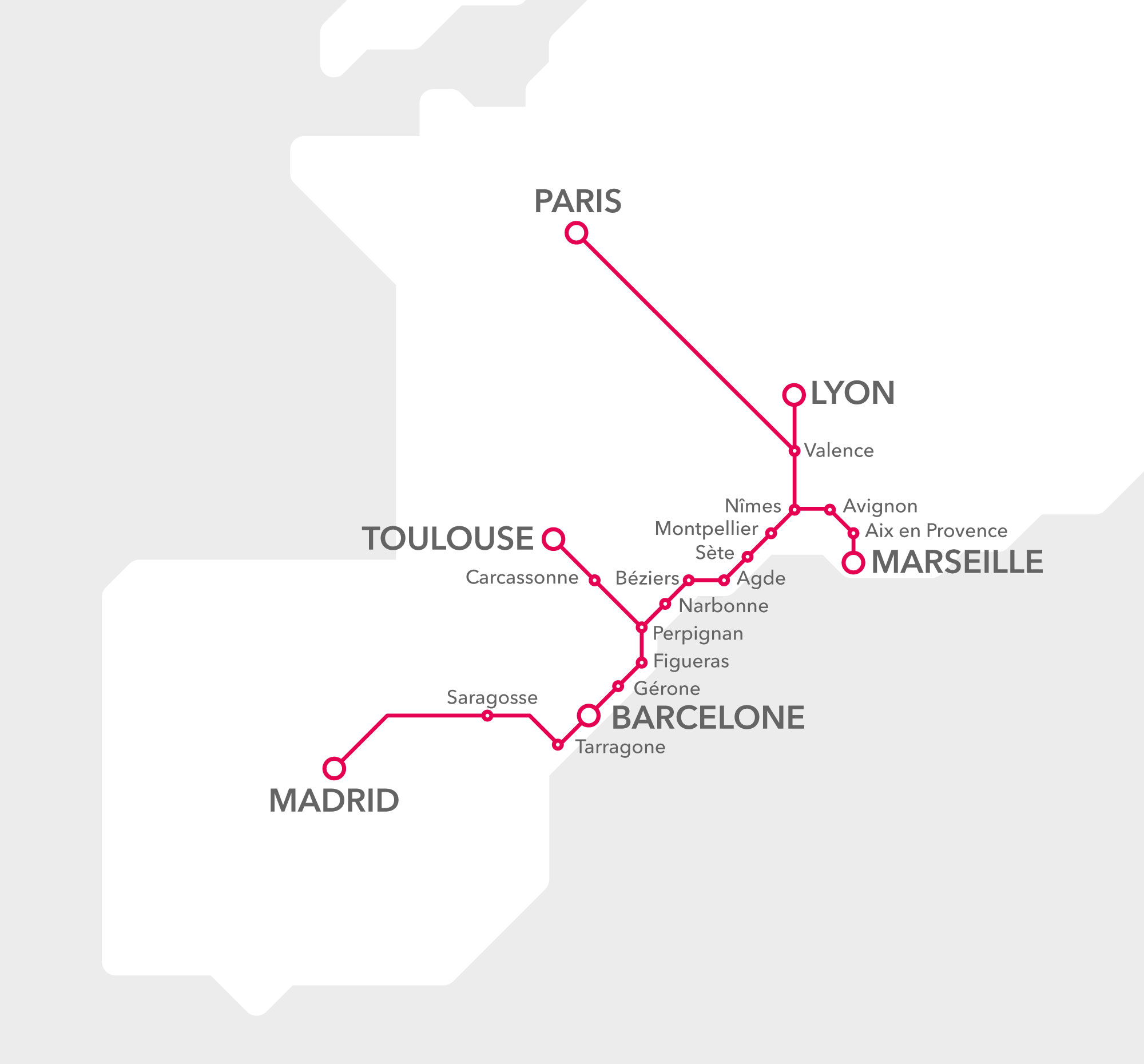
Carte schématique du réseau des trains Renfe-SNCF en Coopération gérés par Elipsos, juin 2014.

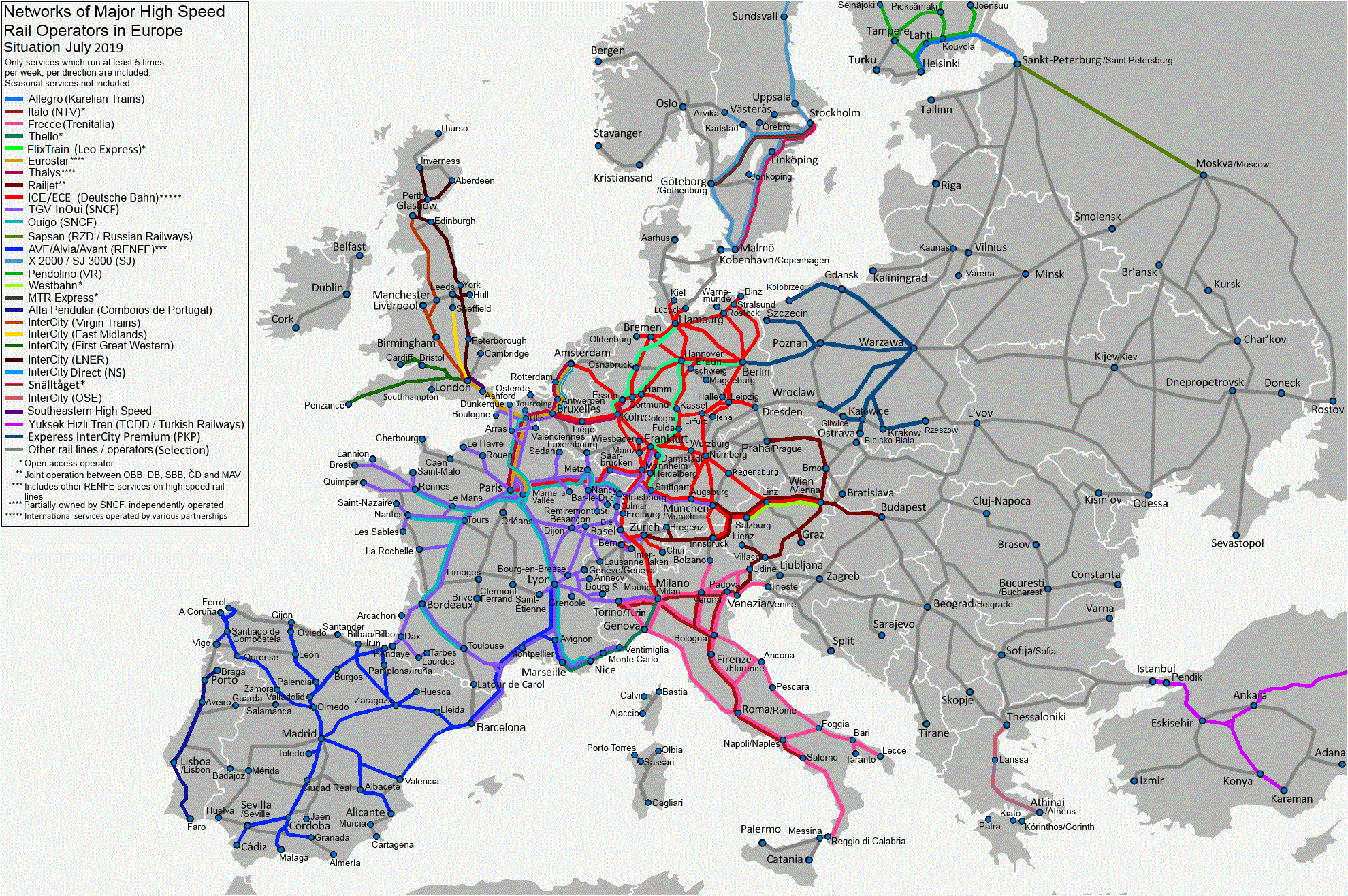
Principaux réseaux des principaux opérateurs de trains à grande vitesse en Europe, 2018.

L'AVE (acronyme de Alta Velocidad Española, « grande vitesse espagnole ») est un service de transport ferroviaire à grande vitesse sur toutes les lignes à grande vitesse en Espagne, et aussi en France, exploité par la Renfe.
L'histoire récente du réseau est marquée par l'accident ferroviaire de Saint-Jacques-de-Compostelle, survenu le 24 juillet 2013 dans un virage assurant la connexion entre une ligne à grande vitesse (200 km/h) et une gare située sur le réseau classique, et qui a fait plusieurs victimes à la suite d'une faute humaine avérée.
Par ailleurs, les deux opérateurs nationaux français et espagnol avaient signé en 2013 un accord (cf. l'alliance Renfe-SNCF en Coopération) pour utiliser leurs réseaux réciproques ; le TGV peut ainsi desservir des villes espagnoles et les AVE peuvent, quant à eux, desservir des villes françaises. Cet accord est néanmoins rendu caduc en décembre 2022 ; dans le cadre de l'ouverture à la concurrence, la SNCF maintient seule ses TGV Paris – Barcelone, tandis que la Renfe relance les AVE vers Lyon et Marseille en juillet 2023.

## Caractéristiques
Les trains AVE circulent sur un réseau de lignes à grande vitesse à une vitesse maximum de 350 km/h.
Ce nouveau réseau a été construit dès le début avec un écartement standard UIC différent de l'écartement historique espagnol, ce qui a permis à partir du 15 décembre 2013 l'ouverture de services internationaux franco-espagnols, comme Madrid-Marseille et Barcelone-Paris. Il convient de rappeler qu'avant la conception du réseau à grande vitesse espagnol il existait des liaisons Paris - Madrid par trains de nuit sans rupture de charge grâce à un procédé inventé par le constructeur espagnol CAF permettant de modifier l’écartement des roues.
Tout comme le réseau de grande vitesse japonais, le réseau AVE est isolé du reste du réseau ferroviaire classique espagnol par l'écartement des rails (voie normale, au standard UIC soit 1 435 mm) à une différence près : alors que le train rapide japonais, le Shinkansen, ne peut continuer son trajet vers les villes secondaires situées sur le réseau classique métrique japonais, en Espagne, le TAV peut continuer le voyage vers le réseau large ibérique de 1 668 mm et de tension 3 kV grâce au procédé de modification d'écartement des roues inventé par la compagnie CAF et grâce aux rames TAV multi-courants.
En espagnol, ave signifie « oiseau », ce que rappelle le logo commercial du service.
Le service de transport à grande vitesse sur de courtes distances par la Renfe est nommé Avant.

## Infrastructures et matériel

### Matériel
| Dénomination        | Fabricant        | Nombre de rames | Années de construction | Vitesse maximale en km/h | Puissance totale (25 kV/3 kV) en kW | Tension d'alimentation             | Écartement de voie en mm | longueur en mètres | Nombre de passagers |
| ------------------- | ---------------- | --------------- | ---------------------- | ------------------------ | ----------------------------------- | ---------------------------------- | ------------------------ | ------------------ | ------------------- |
| S-100               | Alstom           | 18              | 1992-1994              | 300                      | 8 800                               | 25 Kv 50 Hz AC/ 3 Kv CC/ 1,5 Kv CC | 1 435                    | 200,150            | 392                 |
| S-101 Euromed       | Alstom           | 6               | 1994-1996              | 220                      | 8 800/5 400                         | 25 Kv 50 Hz AC/ 3 Kv CC            | 1 668                    | 200,150            | 393                 |
| S-102 Pato          | Talgo/Bombardier | 16              | 2005                   | 330                      | 8 800                               | 25 Kv 50 Hz AC                     | 1 435                    | 200                | 318                 |
| S-103 Velaro        | Siemens          | 16              | 2005 (essais)          | 350                      | 8 800                               | 25 Kv 50 Hz AC                     | 1 435                    | 200,840            | 404                 |
| S-104 Pendolino 480 | Alstom/CAF       | 20              | 2004                   | 250                      | 4 400                               | 25 Kv 50 Hz AC                     | 1 435                    | 107,100            | 237                 |
| S-114 Pendolino 600 | Alstom/CAF       | 13              | 2011                   | 270                      | 4 000                               | 25 Kv 50 Hz AC                     | 1 435                    | 107,900            | 237                 |
| S-120 Alvia         | CAF              | 12              | depuis 2005            | 250/220                  | 4 000/2 700                         | 25 Kv 50 Hz AC/ 3 Kv CC            | 1 435/1 668              | 106,960            | 238                 |
| S-130 Patito        | Talgo/Bombardier | 45              | 2006 (essais)          | 250                      | 4 800/4 000                         | 25 Kv 50 Hz AC/ 3 Kv CC            | 1 435/1 668              | 180                | 299                 |

On peut remarquer que les constructeurs espagnols CAF et Talgo ont commencé à livrer à la RENFE des rames à grande vitesse permettant de fonctionner aussi bien sous l'écartement des rails standard UIC (1 435 mm) que sous l'écartement ibérique plus large. On a par exemple les S-120 de CAF ou les Talgo 250 qui permettent ainsi une interconnexion entre le réseau grande vitesse et le réseau classique.